# Əlincə
Əlincə è un comune dell'Azerbaigian situato nel distretto di Culfa. 